# Špalíček (Martinů)
Špalíček (H. 214) je balet o třech dějstvích zkomponovaný českým hudebním skladatelem Bohuslavem Martinů. Vznikal postupně v letech 1931–1932.

## Popis
Balet byl napsán na motivy folklóru – vyskytují se v něm lidové písně, zejména dětské hry a pohádky nebo pohádky inspirované básněmi Karla Jaromíra Erbena. Existuje více verzí Špalíčku, původní verze měla premiéru 19. září 1933 v Národním divadle, druhá verze 2. dubna 1949. Existuje však ještě více verzí.
Původně se Špalíček skládal z těchto základních částí:
1. dějství: Dětské hry, zvyky a pohádka o Kocourovi v botách
2. dějství: Pohádka o ševci a smrti
3. dějství: Legenda o sv. Dorotě, vynášení smrti z vesnice (moreny), hra na zlatou bránu, hra na královnu, pohádka o Popelce

Jednotlivé části baletu spolu nesouvisejí, navazují na sebe volně.